# Sidney Low
Sidney James Mark Low, född 22 januari 1857, död 14 januari 1932, var en brittisk journalist och historiker.
Low utgav bland annat The dictionary of English history (1884, reviderad utgåva 1928), The governance of England (1904, 14:e upplagan 1927), The history of England during the reign of Victoria (1837-1901) (1907, tillsammans med Lloyd Charles Sanders), samt Egypt in transition (1914). Low gifte sig 1924 med en svenska, Ebba Byström, George Bernard Shaws svenska övertsättarinna, och tog verksam del i utvidgandet av de kulturella förbindelserna mellan Sverige och England.